# Gabriel Olphe-Galliard
Pour les articles homonymes, voir Galliard.
Pour les autres membres de la famille, voir Famille Olphe-Galliard.
Gabriel Olphe-Galliard, né Marie Joseph Gabriel Olphe-Galliard à La Tour-de-Trême en Suisse le 23 décembre 1870 et mort au Pecq dans les Yvelines le 17 juillet 1947, est un sociologue et juriste français.

## Biographie
Il est le fils de Léon Olphe-Galliard, ornithologue, descendant d'une ancienne famille notable de la région gapençaise et de Marguerite-Sophie Hedde.
Il fait ses études à la faculté de droit de Paris, consacrées par une thèse de doctorat, puis devient avocat et inspecteur du travail. Il épouse Louise Dubois en 1903. 
Professeur au Collège libre des sciences sociales, il est l'auteur de nombreux ouvrages sociologiques et juridiques.

## Œuvre
Collaborateur régulier à La Réforme Sociale, à la Revue d'économie politique, il est aussi chargé de l'administration du bulletin de l'Alliance française.
Il participe très étroitement aux activités de la Société des sciences sociales à côté d'Edmond Demolins, Paul Bureau, Firmin-Didot, l'abbé Hemmer, et Jacques Durieu. Sa production intellectuelle marque un vif intérêt pour les questions sociales et économiques au début du XXe siècle et porte nettement la trace des théories de Frédéric Le Play sur la morale sociale. 
Il accorde une part essentielle à l'enquête menée sur place et suit la méthode de l'observation directe des faits sociaux, pour traiter du chômage et des syndicats .
Il suit aussi la « méthode historique, examine à la fois les idées et les faits, étudie la morale chez les anciens, puis au Moyen Âge, puis dans les temps modernes et à l'époque contemporaine ; son travail, très considérable et qui repose sur une abondante documentation, toujours sérieuse et bien choisie, atteste d'une rare étendue et une grande variété de connaissances. » (discours d'Arthur Chuquet du 2 décembre 1912). Il suit la méthode inductive sur le problème des retraites ouvrières . 
Il est l'auteur d'une étude approfondie et détaillée sur l'histoire économique et financière de la Première Guerre mondiale.
La publication de ses ouvrages et articles de presse lui valurent plusieurs prix, ainsi que le titre de « Lauréat recordman » par Le Figaro. Certains de ses écrits furent récompensés par l'académie des Sciences Morales et Politiques, et l'académie d'Éducation et d'Entr'aide Sociale.
Très attaché au Pays basque où il eut à gérer des biens financiers familiaux, dont plusieurs métairies, il lui consacra une enquête ethnologique : Le Paysan basque du Labourd, en 1905. Il écrivit également avec son fils Jean-Raoul, avocat au barreau de Paris, l'Histoire d'Hendaye, publiée en 1949. Il fut conseiller municipal d'Hendaye.

## Prix et distinctions[9],[10]
Prix de l'Académie Française et de l'Académie des Sciences morales et politiques :
- Prix Félix de Beaujour,
- Prix Saintour,
- Prix Bordin,
- Prix Léon Faucher,
- Prix Blaise des Vosges,
- Prix Rossi,
- Prix Stassard.

## Publications

### Ouvrages
- De l'influence de l'éducation et de l'instruction sur la législation romaine. Thèse, Faculté libre de droit de Paris, H. Jouvé, 1896.
- Les Conciles et l'instruction primaire. Versailles: Henry Lebon, 1897.
- Notes pour servir à l’histoire de la famille gapençaise Olphe-Galliard publié dans les Annales des Alpes : recueil périodique des Archives des Hautes-Alpes entre 1902 et 1904
- La Science sociale suivant la méthode d'observation : Un nouveau type particulariste ébauché : Le paysan basque du Labourd à travers les âges, sous la direction d'Edmond Demolins. Paris : Bureaux de la science sociale, 1905.
- Le Problème des retraites ouvrières. Paris, Bloud, 1909.
- L'Organisation des forces ouvrières avec une préface de Paul de Rousiers. M. Giard et E. Brière, 1911. Hachette BNF, 2016.
- Les Caisses du prêt sur l'honneur. Paris : M. Giard et E. Brière, 1913.
- Les Industries rurales à domicile dans la Normandie orientale. Paris, 56, rue Jacob, 1913.
- La Morale des nations. Paris : bureaux de la Science sociale, 1912. (Traduit en espagnol par Domingo Vaca, Madrid, D. Jorro, 1922).
- La Force motrice au point de vue économique et social. Ouvrage récompensé par l'Académie des sciences morales et politiques, publié avec le concours du Collège libre des sciences sociales. Paris : M. Giard et E. Brière, 1915.
- Histoire économique et financière de la guerre 1914-1918. Paris : M. Rivière, 1925.
- Hendaye, son histoire. Bayonne : Le Courrier, Avec Jean-Raoul Olphe-Galliard, 1949.

### Enquêtes, rapports et études sociologiques
- Quelques mots sur les traditions locales. Études historiques et religieuses du diocèse de Bayonne. Pau : Imprimerie catholique 2e année, p. 333-347.
- La Crise de l'apprentissage et les conditions du travail des jeunes ouvriers dans l'industrie moderne. Paris : bureaux de la Science sociale, 1902.
- Les Conditions du contrat de travail dans l'industrie moderne. Conférence donné à l'Université Populaire du Mans, 18 juin 1902
- Une question peu connue du problème des retraites ouvrières. La Réforme sociale (d), no 22, 1906.
- La Question des retraites ouvrières aux États-Unis. La Quinzaine, 1906.
- Les Syndicats de fonctionnaires et les grèves dans les services publics. Questions pratiques de législation ouvrière et d'économie sociale, 1910.
- Question du jour : Le Bien de famille insaisissable. La Science sociale suivant la méthode de F. Le Play. Paris : bureaux de la science sociale, 1909.
- Le Chômage et l'assistance par le travail. Paris : bureaux de la science sociale, 1909.
- L'Assurance obligatoire en Suisse. La Réforme Sociale, no 80, 1909.
- L'Assurance contre le chômage. La Réforme Sociale, no 84, 1909.
- Le Machinisme et le chômage. Revue d'économie politique, no 2, 1910.
- Le Placement et le chômage. La Réforme Sociale, 1910.
- La Conciliation et l'arbitrage. La Réforme Sociale, 1910.
- Philosophie et science social. Paris : bureaux de la science sociale, 1910.
- Le Contrat collectif aux États-Unis. La Revue socialiste, T. 51, no 301, janvier 1910.
- Le Contrat collectif en France. La Revue socialiste, T. 51, no 303, mars 1910.
- Les Syndicats de fonctionnaires et les grèves dans les services publics. Questions pratiques de législation ouvrière et d'économie sociale II, 1910.
- Le Travail des enfants et le chômage. Questions pratiques de législation ouvrière et d'économie sociale, 1910.
- Le Municipalisme en France et en Angleterre. Questions pratiques de législation ouvrière et d'économie sociale, 1910.
- Les Echelles mobiles de salaires. Revue d'économie politique, 1911.
- La Houille blanche et le travail agricole. La Réforme Sociale, 1914.
- L'Avenir de l'apprentissage. Bulletin de la Société industrielle de Rouen, 1921.
- Le Vêtement évangélique. Evangile et vie, avril 1921.
- L'Enseignement technique. La Réforme Sociale, 1921.
- La Standardisation dans le bâtiment. La Construction moderne, décembre 1921.
- L'Apprentissage dans les industries du bâtiment. La Construction moderne, avril 1922.
- L'Histoire et la géographie de la nation française. La Réforme Sociale, 1922.
- La Colonisation. Ses devoirs. La Revue industrielle no 39, 1922.
- La Loi de huit heures dans le bâtiment. La Construction moderne, juillet 1922.
- Le Rôle social des HBM. La Construction moderne, octobre et décembre 1922.
- La Formation de l'ouvrier moderne. L'Économie Nouvelle, novembre 1922.
- Les Causes de la crise des loyers. L'Économie Nouvelle, janvier 1923.
- La Propriété commerciale. La Construction moderne, juillet 1923.
- Les Répercussions économiques des réparations. L'Économie Nouvelle, décembre 1923.
- Les Propriétaires et l'association. La Construction moderne, février 1924.
- Les Livraisons de bois de l'Allemagne. L'Économie Nouvelle, avril 1924.
- L'Apprentissage dans les industries d'art. L'Économie Nouvelle, août 1924.
- La Représentation de la spéculation et de la hausse illicite. L'Économie Nouvelle, septembre 1925.
- L'Exposition des Arts décoratifs et l'orientation du goût dans l'industrie. L'Économie Nouvelle, décembre 1925.
- L'Avenir des industries de luxe du vêtement. L'Économie Nouvelle, février 1926.
- Les Immeubles à loyers modérés de la Ville de Paris, les insuccès d'une expérience municipales. L'Économie Nouvelle, 1926.
- Le Fascisme et l'organisation des forces ouvrières. L'Économie Nouvelle, mais 1927.
- La Crise du logement en Grande-Bretagne. L'Économie Nouvelle, 1927.
- Le Rôle de la Soie dans l'évolution du costume. La Soierie de Lyon, 1927.
- Le Gant à travers les âges. Revue technique de la ganterie française, Archat: Lyon, 1928.
- Les Corporations de gantiers. Revue technique de la ganterie française, Archat: Lyon, 1929.
- Le Parfum à travers les âges. La Parfumerie moderne: Lyon, 1929.
- Le Gant historique. Revue technique de la ganterie française, Archat: Lyon, 1930.
- Les Soieries et les sujets historique. La Soierie de Lyon, 1930.
- Le Commerce de la Soie dans l'histoire. La Soierie de Lyon, 1931.
- La Place du cinéma dans la vie sociale. Le Musée social, no 9, septembre 1931.